# ALWAYS (A SONG FOR LOVE)
「ALWAYS (A SONG FOR LOVE)」（オールウェイズ ア・ソング・フォー・ラヴ）は、J-FRIENDSの4作目のシングル。2001年12月19日発売。発売元はユニバーサルJ。

## 解説
結成から4作連続でオリコンシングルチャート1位を獲得。
タイトル曲「ALWAYS(A SONG FOR LOVE)」の日本語詞はメンバー全員の共作でクレジットされている。また、TAKE6、ジョディ・ワトリーがコーラスで参加している。

## タイアップ
- フジテレビ系『メントレG』テーマソング（#1）
- フジテレビ系『VivaVivaV6』テーマソング（#1）
- フジテレビ系『堂本兄弟』テーマソング（#1）

## 収録曲
1. ALWAYS (A SONG FOR LOVE)
作詞・作曲：Franciz&LePont、編曲：CHOKKAKU、日本語詞：J-FRIENDS
2. 僕の持つ愛のすべて
作詞・作曲：周水、編曲：松本良喜、ストリングスアレンジ：長岡成貢
3. ALWAYS (A SONG FOR LOVE) 〜Backing Track〜
4. 僕の持つ愛のすべて 〜Backing Track〜
5. Bonus Track (J-FRIENDSメンバー13人の留守番電話応答メッセージ)
  1. 堂本剛
  2. 城島茂
  3. 岡田准一
  4. 堂本光一
  5. 松岡昌宏
  6. 坂本昌行
  7. 長瀬智也
  8. 三宅健
  9. 井ノ原快彦
  10. 山口達也
  11. 長野博
  12. 国分太一
  13. 森田剛